# Pultenaea verruculosa
Pultenaea verruculosa är en ärtväxtart som beskrevs av Porphir Kiril Nicolai Stepanowitsch Turczaninow. Pultenaea verruculosa ingår i släktet Pultenaea och familjen ärtväxter.

## Underarter
Arten delas in i följande underarter:
- P. v. brachyphylla
- P. v. verruculosa